# The Butler's Escape
The Butler's Escape é o quarto episódio da quarta temporada da série Modern Family. O episódio foi exibido originalmente pela ABC no dia 27 de outubro de 2012 nos EUA.

## Sinopse
Luke não quer mais fazer mágica, mas Phil não consegue aceitar. Enquanto isso, um dos novos sintomas da gravidez de Gloria é o ronco e ela está mantendo a casa inteira acordada, forçando Jay a tomar medidas desesperadas, e a dinâmica de família de Mitch e Cam é posta à prova quando eles decidem trocar de funções - Mitch vai ficar em casa com Lily enquanto Cam sai para trabalhar em seu novo trabalho como professor de música na escola de Luke e Manny.

## Audiência
Na sua transmissão original americana, "The Butler's Escape", foi visto por cerca de 12.240 mil famílias de acordo com a Nielsen Media Research.